# Luis Tirado
Luis Norberto Tirado Gordillo (* 4. April 1906 in Copiapó; † 24. November 1964 in San Bernardo) war ein chilenischer Fußballspieler. Nach seiner aktiven Karriere trainierte er Klubs in Chile und Peru sowie dreimal die Nationalmannschaft Chiles.

## Vereinskarriere
Luis Tirado begann im Alter von 14 Jahren für eine Auswahl in Tocopilla zu spielen. Dort spielte er im Mittelfeld und kam so ins Gespräch mit dem Präsidenten des chilenischen Fußballverbandes, da es noch keine Jugendmannschaften gab und er der jüngste Spieler seines Teams war. Tirado interessierte sich zudem sehr früh für die Arbeit als Fußballtrainer und schloss Escuela Normal de Copiapó als Lehrer ab. Während seiner zweijährigen Zeit in Antofagasta gab er Präsentationen zum Thema Sport und speziell Fußball. 1927 nahm er an der Reise des CSD Colo-Colo in den Süden des Landes teil. Ab 1928 studierte er Sportlehramt an der Universidad de Chile und schloss sich den Hauptstadtklubs an. Erst spielte er für Santiago National FC, dann für CD Magallanes, wo er Kapitän der Mannschaft war, und letztlich für CF Universidad de Chile.

## Trainerkarriere
Schon während seiner aktiven Laufbahn bereitete sich Luis Tirado auf seine Trainerkarriere vor und so war seine erste Trainerstation 1931 CD Magallanes, für die er selbst spielte. Von 1932 bis 1935 coachte er Unión Española und bekam dann das Angebot, zu CF Universidad de Chile zu gehen, für die er ebenfalls die Fußballschuhe schnürte. Bei La U änderte Tirado das Spielsystem grundlegend auf ein 3-2-5, was schließlich zum Aufstieg 1938 in die Primera División führte. Nur zwei Jahre nach dem Aufstieg gewann Tirado mit dem Universitätsklub die allererste Meisterschaft des Vereins. Mit CSD Colo-Colo gewann der Trainer 1945 seine zweite Meisterschaft.
1946 ging Tirado zu CF Universidad de Chile zurück und wurde gleichzeitig Nationaltrainer Chiles. Auch 1952 bis 1953 und von 1954 bis 1956 trainierte er das chilenische Nationalteam, wobei er bei seinem zweiten Engagement gleichzeitig Trainer von CD Palestino und bei seinem dritten Mal 1955 erneut La U trainierte. 1956 ging Tirado erstmals ins Ausland und coachte den peruanischen Klub Sporting Cristal, mit dem er 1956 Meister wurde. 1958 kam er zurück nach Chile und wurde mit CD San Luis de Quillota Meister der Segunda División. Tirado starb im Alter von 58 Jahren.

## Erfolge
Universidad de Chile
- Chilenischer Meister: 1940

CSD Colo-Colo
- Chilenischer Meister: 1945

Sporting Cristal
- Peruanischer Meister: 1956

San Luis de Quillota
- Meister der Segunda División: 1958